# 富士見町 (静岡市清水区)
富士見町（ふじみちょう）は、静岡市清水区の地名。丁番を持たない単独町名である。住居表示は実施済み。

## 地理
北で万世町、東で入船町、南で港町、西で本町と上に隣接する。
静岡県道197号入江富士見線を町北の境界として、中心を静岡県道75号清水富士宮線が縦貫する。清水銀行本店ビルが町の北部にある。

## 歴史

### 沿革
- 1905年（明治38年）6月23日
  - 入江受新田が入江町受新田から改称。
  - 清水受新田が清水町受新田から改称。
- 1914年（大正3年）7月31日 - 清水町清水受新田内に小字「富士見町」が新設される。町名は巴川に架けられていた「富士見橋」にちなむ。
- 1924年（大正13年）2月11日 - 清水町が入江町、不二見村、三保村と合併して清水市が発足。
- 1934年（昭和9年）5月1日
  - 入江受新田（一部）・清水受新田（一部）より富士見町一丁目が、分割され新設。
  - 清水受新田（一部）より富士見町二丁目が、分割され新設。
- 1961年（昭和36年）5月31日
  - 富士見町一丁目に万世町一丁目・二丁目、清水の各一部を編入。
  - 富士見町二丁目に富士見町一丁目の一部を編入。
- 1976年（昭和51年）7月1日 - 富士見町一丁目・富士見町二丁目（一部）より富士見町が新設され、住居表示化。
- 2003年（平成15年）4月1日 - 清水市が静岡市と合併し、改めて静岡市が発足。富士見町は「清水富士見町」に改称。
- 2005年（平成17年）4月1日 - 静岡市が政令指定都市に移行し、旧町域は清水区となる。清水富士見町は「富士見町」に改称。

## 世帯数と人口
2021年（令和3年）9月30日現在の世帯数と人口は以下の通りである。
| 大字     | 世帯数 | 人口  |
| -------- | ------ | ----- |
| 富士見町 | 61世帯 | 109人 |

## 小・中学校の学区
市立小・中学校に通う場合、学区は以下の通りとなる。
| 番・番地等 | 小学校             | 中学校                 |
| ---------- | ------------------ | ---------------------- |
| 全域       | 静岡市立清水小学校 | 静岡市立清水第三中学校 |

## 交通

### 鉄道
- 町内に鉄道はない。

### バス
- 町内にバス停はない。

### 道路
- 国道149号
- 静岡県道75号清水富士宮線
- 静岡県道197号入江富士見線

## 施設
- 清水銀行本店ビル
- 共栄火災海上保険 清水支社
- 日本生命清水港ビル
- なすび 総本店
- 富士見町公園
- 水神社
- モクサンパーク（立体駐車場）